# Kasungu (cidade)

Kasungu é uma cidade do Malawi localizada na Região Central. Ela é a capital administrativa do distrito de Kasungu.
Segundo o censo de 1998, Kasungu tinha 27.754 habitantes.
Kasungu é uma cidade localizada na Região Central do Malawi, servindo como capital administrativa do distrito homônimo.

## População
De acordo com o censo de 1998, a cidade de Kasungu tinha 27 754 habitantes. Esse número faz parte de uma trajetória de crescimento populacional significativa ao longo das décadas. 

## Geografia e Clima
A cidade está situada a aproximadamente 130 km a noroeste de Lilongwe, a capital do Malawi, e a cerca de 35 km a leste do Parque Nacional de Kasungu. 
Kasungu encontra-se a uma altitude de cerca de 1 342 m acima do nível do mar, apresentando um clima subtropical úmido (Cwa), com uma estação chuvosa de novembro a abril e uma estação seca de maio a outubro Wikipedia. 

## Economia e Infraestrutura
A agricultura é a base da economia local, sendo o tabaco o principal cultivo comercial, além de culturas alimentares como milho, amendoim e feijão Wikipedia. 
A proximidade com o Parque Nacional de Kasungu, criado em 1970, impulsiona o turismo, especialmente safaris e observação da vida selvagem. 
A cidade conta com aeroporto próprio (IATA: KBQ), com uma pista de 1 200 m de asfalto, operada pelo governo Wikipedia. 

## Cultura e Composição Social
A etnia predominante é a chewa, que possui uma rica tradição cultural, como danças tradicionais (como o Gule Wamkulu), festivais e o idioma chiChewa como língua principal. 
A cidade está ligada ao primeiro presidente do Malawi, Hastings Kamuzu Banda, nascido em uma fazenda próxima a Kasungu.